# UCI Women's WorldTour 2024

L'UCI Women's WorldTour 2024 fou la novena edició de la competició femenina de ciclisme de carretera més important a nivell mundial. El calendari es componia de 28 curses, essent la primera la Santos Women's Tour, celebrada a Austràlia del 12 al 15 de gener, i la darrera el Tour de Guangxi, corregut a la Xina el 20 d'octubre. Finalment foren 27 les curses organitzades.
S'atorgaren premis per a la classificació individual general, la classificació individual sub-23 i la classificació per equips. Lotte Kopecky (SD Worx) fou la vencedora de la classificació individual gràcies a la seva regularitat i versatilitat al llarg del calendari, guanyant voltes per etapes, un monument i curses d'un dia; a més de bastants triomfs parcials. La seva companya d'equip Demi Vollering quedà subcampiona després d'imposar-se a la Vuelta i quatre voltes per etapes, i la italiana Elisa Longo Borghini (Lidl-Trek), guanyadora del Giro i del Tour de Flandes fou tercera. Per la seva banda, la neerlandesa Shirin van Anrooij (Lidl-Trek) va revalidar el triomf per tercera vegada consecutiva a la categoria sub-23 i l'SD Worx el de la classificació per equips, aconseguint el vuitè triomf en nou temporades. Hi hagué 6 ciclistes que lideraren el circuit i tretze que aconseguiren victòries.

## Equips
Per a la temporada 2024, hi hagué 15 equips femenins UCI. Tot i que s'esperava que es produïssin ascensos i descensos a la fi de la temporada anterior, el tancament de l'equip EF Education-TIBCO-SVB i la fusió entre Jayco-AlUla i Liv Racing TeqFind va comportar que cap equip descendís i que els dos equips continentals millor classificats el 2023, l'AG Insurance-Soudal Quick-Step i el Ceratizit-WNT, guanyessin les llicències WorldTour.
| UCI Women's WorldTeams (15)- AG Insurance-Soudal Team - Canyon-SRAM Racing - Ceratizit-WNT Pro Cycling - FDJ-Suez - Fenix-Deceuninck - Human Powered Health - Lidl-Trek - Liv AlUla Jayco - Movistar Team - Roland - Team DSM-Firmenich PostNL - SD Worx-Protime - Team Visma \| Lease a Bike - UAE Team ADQ - Uno-X Mobility |
| |

## Competicions
La principal novetat de la temporada era la tornada de la The Women's Tour després de l'edició suspesa de l'any anterior.
| 12 – 14 de gener            | 1  | Women's Tour Down Under                  | Sarah Gigante           | Nienke Vinke         | Neve Bradbury                      | Sarah Gigante        |
| 27 de gen                   | 2  | Cadel Evans Great Ocean Road Race Women  | Rosita Reijnhout        | Dominika Włodarczyk  | Cecilie Uttrup Ludwig              | Dominika Włodarczyk  |
| 8 – 11 de febrer            | 3  | UAE Tour femení                          | Lotte Kopecky           | Neve Bradbury        | Margarita Victoria García Cañellas | Neve Bradbury        |
| 24 de feb                   | 4  | Omloop Het Nieuwsblad femení             | Marianne Vos            | Lotte Kopecky        | Elisa Longo Borghini               | Lotte Kopecky        |
| 2 de març                   | 5  | Strade Bianche Donne                     | Lotte Kopecky           | Elisa Longo Borghini | Demi Vollering                     | Lotte Kopecky        |
| 10 de març                  | 6  | Tour de Drenthe femení                   | Lorena Wiebes           | Elisa Balsamo        | Puck Pieterse                      | Lotte Kopecky        |
| 17 de març                  | 7  | Trofeu Alfredo Binda-Comune di Cittiglio | Elisa Balsamo           | Lotte Kopecky        | Puck Pieterse                      | Lotte Kopecky        |
| 21 de març                  | 8  | Clàssica Bruges-De Panne femenina        | Elisa Balsamo           | Charlotte Kool       | Daria Pikulik                      | Lotte Kopecky        |
| 24 de març                  | 9  | Gant-Wevelgem femenina                   | Lorena Wiebes           | Elisa Balsamo        | Chiara Consonni                    | Lotte Kopecky        |
| 31 de març                  | 10 | Tour de Flandes femení                   | Elisa Longo Borghini    | Katarzyna Niewiadoma | Shirin van Anrooij                 | Lotte Kopecky        |
| 6 de abr                    | 11 | Paris-Roubaix Femmes                     | Lotte Kopecky           | Elisa Balsamo        | Pfeiffer Georgi                    | Lotte Kopecky        |
| 14 de abr                   | 12 | Amstel Gold Race femenina                | Marianne Vos            | Lorena Wiebes        | Ingvild Gåskjenn                   | Lotte Kopecky        |
| 17 de abr                   | 13 | Fletxa Valona femenina                   | Katarzyna Niewiadoma    | Demi Vollering       | Elisa Longo Borghini               | Lotte Kopecky        |
| 21 de abr                   | 14 | Lieja-Bastogne-Lieja femenina            | Grace Brown             | Elisa Longo Borghini | Demi Vollering                     | Lotte Kopecky        |
| 28 de abril – 5 de maig     | 15 | Ceratizit Challenge by La Vuelta         | Demi Vollering          | Riejanne Markus      | Elisa Longo Borghini               | Elisa Longo Borghini |
| 10 – 12 de maig             | 16 | Itzulia Women                            | Demi Vollering          | Mischa Bredewold     | Juliette Labous                    | Elisa Longo Borghini |
| 16 – 19 de maig             | 17 | Volta a Burgos femenina                  | Demi Vollering          | Évita Muzic          | Karlijn Swinkels                   | Demi Vollering       |
| 24 – 26 de maig             | 18 | RideLondon Classique                     | Lorena Wiebes           | Charlotte Kool       | Lotte Kopecky                      | Demi Vollering       |
| 6 – 9 de juny               | 19 | Volta a la Gran Bretanya femenina        | Lotte Kopecky           | Anna Henderson       | Christine Majerus                  | Lotte Kopecky        |
| 15 – 18 de juny             | 20 | Volta a Suïssa femenina                  | Demi Vollering          | Neve Bradbury        | Elisa Longo Borghini               | Demi Vollering       |
| 7 – 14 de juliol            | 21 | Giro d'Itàlia femení                     | Elisa Longo Borghini    | Lotte Kopecky        | Neve Bradbury                      | Lotte Kopecky        |
| 12 – 18 de agost            | 22 | Tour de França femení                    | Katarzyna Niewiadoma    | Demi Vollering       | Pauliena Rooijakkers               | Demi Vollering       |
| 24 de ago                   | 23 | Gran Premi de Plouay Bretagne            | Mischa Bredewold        | Chloé Dygert         | Liane Lippert                      | Demi Vollering       |
| 27 de agost – 1 de setembre | 24 | Tour d'Escandinàvia                      | suspesa                 |                      |                                    |                      |
| 6 – 8 de setembre           | 25 | Tour de Romandia femení                  | Lotte Kopecky           | Demi Vollering       | Gaia Realini                       | Demi Vollering       |
| 8 – 13 de octubre           | 26 | Simac Ladies Tour                        | Lotte Kopecky           | Franziska Koch       | Zoe Bäckstedt                      | Lotte Kopecky        |
| 15 – 17 de octubre          | 27 | Tour de l'illa de Chongming              | Marta Lach              | Mylene de Zoete      | Scarlett Souren                    | Lotte Kopecky        |
| 20 de oct                   | 28 | Tour de Guangxi femení                   | Sandra Alonso Domínguez | Giada Borghesi       | Marta Lach                         | Lotte Kopecky        |

## Puntuació
Totes les competicions donaven punts per al rànquing UCI World Femení seguint el mateix barem, tot i que les curses per etapes (2.WWT) també atorgaven punts addicionals a les 10 primeres classificades de cada etapa i a la ciclista que vestia el mallot de la classificació general.
| Posició               | 1a  | 2a  | 3a  | 4a  | 5a  | 6a  | 7a  | 8a  | 9a | 10a | 11a | 12a | 13a | 14a | 15a | 16a - 20a | 21a - 30a | 31a - 40a |
| Classificació general | 400 | 320 | 260 | 220 | 180 | 140 | 120 | 100 | 80 | 68  | 56  | 48  | 40  | 32  | 28  | 24        | 16        | 8         |
| Per etapa             | 50  | 40  | 30  | 25  | 20  | 18  | 15  | 10  | 8  | 6   |     |     |     |     |     |           |           |           |
| Líder                 | 8   |     |     |     |     |     |     |     |    |     |     |     |     |     |     |           |           |           |
| Millor jove           | 6   | 4   | 2   |     |     |     |     |     |    |     |     |     |     |     |     |           |           |           |

## Classificacions
Aquestes són les classificacions: Nota: veure Barems de puntuació

### Classificació individual
| #  | Ciclista             | Punts    |
| -- | -------------------- | -------- |
| 1  | Lotte Kopecky        | 4.596,00 |
| 2  | Demi Vollering       | 4.175,29 |
| 3  | Elisa Longo Borghini | 3.327,14 |
| 4  | Lorena Wiebes        | 2.839,00 |
| 5  | Elisa Balsamo        | 2.406,00 |
| 6  | Katarzyna Niewiadoma | 2.141,00 |
| 7  | Marianne Vos         | 1.705,71 |
| 8  | Juliette Labous      | 1.609,14 |
| 9  | Évita Muzic          | 1.584,57 |
| 10 | Neve Bradbury        | 1.578,00 |

### Classificació per equips
Aquesta classificació es calcula sumant els punts de les corredores de cada equip o selecció en cada cursa. Els equips amb el mateix nombre de punts es classifiquen d'acord amb la seva corredora més ben classificada individualment.
| #  | Équipes                   | Points    |
| -- | ------------------------- | --------- |
| 1  | SD Worx-Protime           | 14.384,03 |
| 2  | Lidl-Trek                 | 9.840,98  |
| 3  | Canyon//SRAM Racing       | 7.744,00  |
| 4  | Dsm-firmenich PostNL      | 5.794,98  |
| 5  | Liv-AlUla-Jayco           | 4.499,98  |
| 6  | Visma-Lease a Bike        | 4.441,97  |
| 7  | UAE Team ADQ              | 4.364,00  |
| 8  | FDJ-Suez                  | 4.267,99  |
| 9  | Fenix-Deceuninck          | 3.670,00  |
| 10 | Ceratizit-WNT Pro Cycling | 3.150,00  |

### Classificació sub-23
| #  | Ciclista            | Punts |
| -- | ------------------- | ----- |
| 1  | Shirin van Anrooij  | 44    |
| 2  | Puck Pieterse       | 36    |
| 3  | Neve Bradbury       | 32    |
| 4  | Eleonora Gasparrini | 18    |
| 5  | Antonia Niedermaier | 16    |
| 6  | Zoe Bäckstedt       | 12    |
| 6  | Alice Towers        | 12    |
| 6  | Nienke Vinke        | 12    |
| 6  | Ella Wyllie         | 12    |
| 10 | Fem van Empel       | 10    |

## Evolució de les classificacions
| Cursa                                    | Classificació individual | Classificació per equips   | Classificació sub-23 |
| ---------------------------------------- | ------------------------ | -------------------------- | -------------------- |
| Santos Women's Tour                      | Sarah Gigante            | AG Insurance - Soudal Team | Nienke Vinke         |
| Cadel Evans Great Ocean Road Race        | Dominika Włodarczyk      | AG Insurance - Soudal Team | Rosita Reijnhout     |
| UAE Tour                                 | Neve Bradbury            | Lidl-Trek                  | Neve Bradbury        |
| Omloop Het Nieuwsblad                    | Lotte Kopecky            | Lidl-Trek                  | Neve Bradbury        |
| Strade Bianche                           | Lotte Kopecky            | Lidl-Trek                  | Shirin van Anrooij   |
| Tour de Drenthe                          | Lotte Kopecky            | Team SD Worx-Protime       | Puck Pieterse        |
| Trofeu Alfredo Binda-Comune di Cittiglio | Lotte Kopecky            | Team SD Worx-Protime       | Puck Pieterse        |
| Classic Bruges-De Panne                  | Lotte Kopecky            | Lidl-Trek                  | Puck Pieterse        |
| Gant-Wevelgem                            | Lotte Kopecky            | Lidl-Trek                  | Puck Pieterse        |
| Tour de Flandes                          | Lotte Kopecky            | Lidl-Trek                  | Puck Pieterse        |
| Paris-Roubaix                            | Lotte Kopecky            | Lidl-Trek                  | Puck Pieterse        |
| Amstel Gold Race                         | Lotte Kopecky            | Lidl-Trek                  | Puck Pieterse        |
| Fletxa Valona                            | Lotte Kopecky            | Lidl-Trek                  | Puck Pieterse        |
| Lieja-Bastogne-Lieja                     | Lotte Kopecky            | Lidl-Trek                  | Puck Pieterse        |
| La Vuelta                                | Elisa Longo Borghini     | Team SD Worx-Protime       | Puck Pieterse        |
| Itzulia                                  | Elisa Longo Borghini     | Team SD Worx-Protime       | Shirin van Anrooij   |
| Volta a Burgos                           | Demi Vollering           | Team SD Worx-Protime       | Shirin van Anrooij   |
| RideLondon-Classique                     | Demi Vollering           | Team SD Worx-Protime       | Shirin van Anrooij   |
| The Women's Tour                         | Lotte Kopecky            | Team SD Worx-Protime       | Shirin van Anrooij   |
| Volta a Suïssa                           | Demi Vollering           | Team SD Worx-Protime       | Shirin van Anrooij   |
| Giro d'Itàlia                            | Lotte Kopecky            | Team SD Worx-Protime       | Shirin van Anrooij   |
| Tour de France                           | Demi Vollering           | Team SD Worx-Protime       | Shirin van Anrooij   |
| Tour d'Escandinàvia                      | Demi Vollering           | Team SD Worx-Protime       | Shirin van Anrooij   |
| Gran Premi de Plouay Bretagne            | Demi Vollering           | Team SD Worx-Protime       | Shirin van Anrooij   |
| Holland Ladies Tour                      | Demi Vollering           | Team SD Worx-Protime       | Shirin van Anrooij   |
| Tour de Romandia                         | Demi Vollering           | Team SD Worx-Protime       | Shirin van Anrooij   |
| Tour de Chongming Island                 | Lotte Kopecky            | Team SD Worx-Protime       | Shirin van Anrooij   |
| Tour de Guangxi                          | Lotte Kopecky            | Team SD Worx-Protime       | Shirin van Anrooij   |
| Final                                    | Lotte Kopecky            | Team SD Worx-Protime       | Shirin van Anrooij   |